# DoorDash
DoorDash este o companie americană care operează servicii de livrare de mâncare. A fost lansată în Palo Alto, California în 2013.